# Shamil
O imã Shamil, também grafado como Chamil, Shamyl, Schamil ou Schamyl (1797 – março de 1871) foi um líder político e religioso dos avaros muçulmanos do Cáucaso do Norte. Esteve à frente da resistência contra o Império Russo na Guerra do Cáucaso, e foi o terceiro imã do Daguestão e da Chechênia entre 1834 e 1859.

## Biografia
Shamil nasceu em 1797, na pequena vila (aul) de Gimry, no atual Daguestão, na Federação Russa. Originalmente chamado Ali, de acordo com a tradição local seu nome foi mudado quando ele ficou doente. Seu pai, Dengau, era um proprietário de terras livre, e esta posição permitiu a Shamil e seu amigo próximo, Ghazi Mullah, a estudar diversos tópicos incluindo o árabe e a lógica. Shamil também se juntou à ordem sufi Naqshbandi Mujaddidy Khalidiya, e se estabeleceu como um homem respeitado e educado entre os muçulmanos do Cáucaso.
Shamil viveu numa época em que o Império Russo estava se expandindo para dentro de territórios tradicionalmente dominados pelo Império Otomano e pela Pérsia (ver Guerra Russo-Persa (1804-1813) e Guerra russo-turca). Logo após a invasão russa, diversas nações caucasianas se uniram para resistir ao domínio czarista, no que veio a ser conhecido como a Guerra Caucasiana. Alguns dos primeiros líderes desta resistência caucasiana foram o Xeque Mansur (1732–1794) e Ghazi Mollah. Shamil, amigo de infância de Ghazi Mollah (1795–1832), veio a tornar-se seu discípulo e conselheiro.

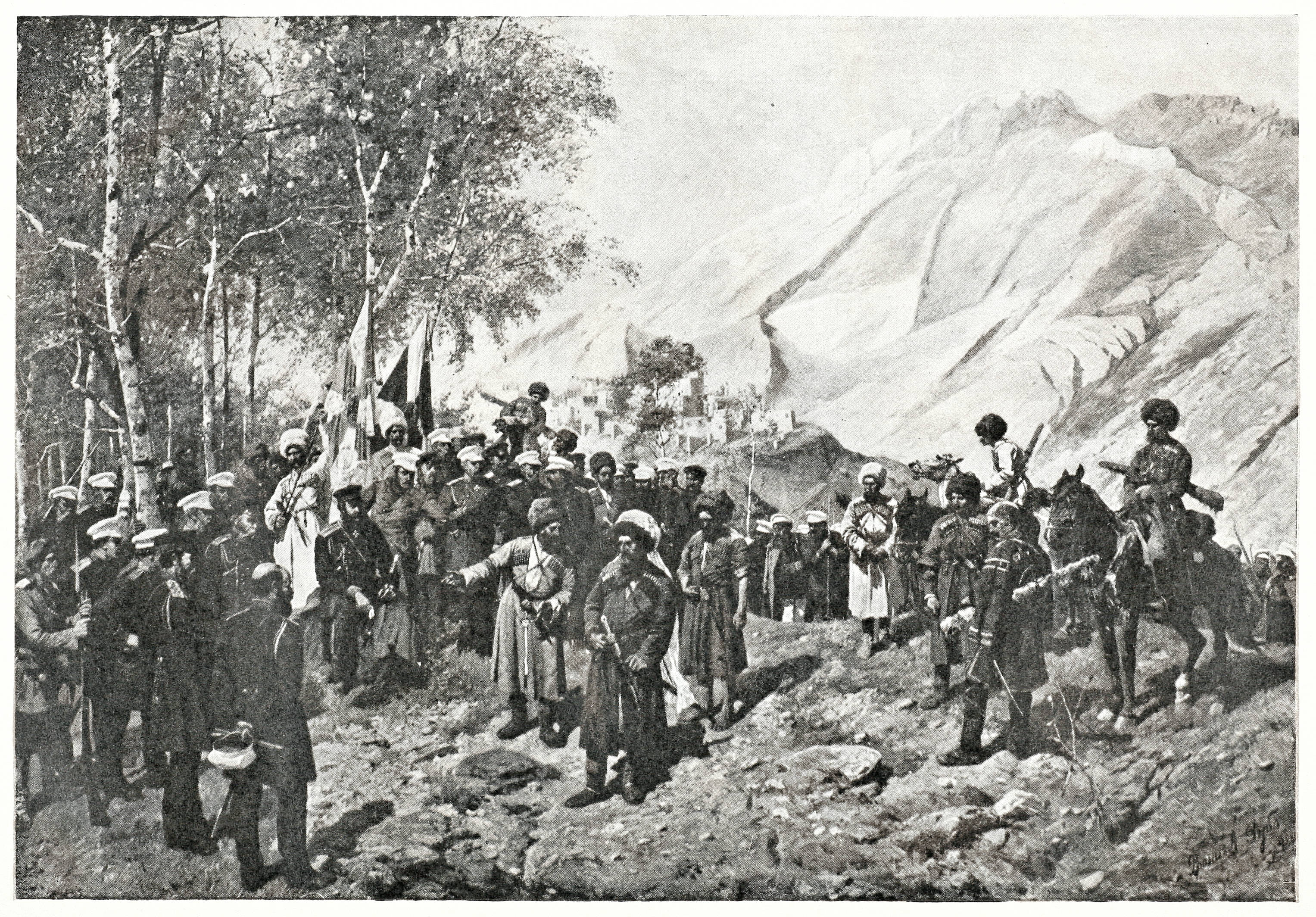
Captura de Shamil, de Franz Roubaud

Em 1832, Ghazi Mollah morreu na batalha de Gimri, e Shamil foi um de apenas dois muridas a escapar, sofrendo ferimentos graves. Após um tempo se escondendo, passou a ser dado como morto tanto pelos russos quanto pelos muridas; assim que se recuperou, retornou às atividades de resistência, liderado pelo terceiro imã, Gamzat-bek. Quando este foi assassinado por Hadji Murad, em 1834, Shamil passou a ocupar o seu lugar como líder supremo da resistência caucasiana e terceiro Imã do Daguestão. Em 1839, entre junho e agosto, Shamil e seus seguidores (cerca de 4 000 homens, mulheres e crianças) foram cercados em sua fortaleza nas montanhas de Akhoulgo situando na curva do rio Andee Koisou, a cerca quinze quilômetros a leste de Gimry. O épico cerco durou oitenta dias, resultando numa vitória russa; enquanto os vencedores perderam cerca de 3 000 combatentes, os rebeldes foram completamente massacrados. Shamil e um pequeno grupo de seguidores próximos, incluindo sua família, conseguiram escapar miraculosamente pelos penhascos e atravessar as linhas russas durante os últimos dias do cerco; após sua fuga, tratou de reagrupar a resistência. Shamil tinha uma capacidade incomum para unir as diversas tribos caucasianas, que frequentemente entravam em combates armados umas contra as outras, em torno da luta contra os russos. Costumava fazer uso bem-sucedido de  táticas de guerrilha, e liderou o movimento de resistência até 1859, quando foi preso, juntamente com sua família, pelas tropas russas em Gunib.
Após a sua captura, Shamil foi levado para São Petersburgo, onde foi apresentado ao czar Alexandre II da Rússia. Posteriormente, foi exilado em Kaluga, uma pequena cidade próxima a Moscou. Depois de diversos anos ali, reclamou às autoridades do clima, e, em dezembro de 1868, recebeu a permissão de se mudar para Kiev, então um importante centro comercial no sudoeste do império. Em Kiev comprou uma mansão na Rua Aleksandrovskaya. As autoridades imperiais ordenaram ao superindentente de Kiev que mantivesse Shamil em "vigilância severa porém não demasiado incômoda", e deu à cidade uma soma significativa de dinheiro para as necessidades do exilado. Shamil parece ter gostado de viver em tão luxuoso cárcere, como o dessa cidade, como provam as cartas por ele enviadas de Kiev.
Em 1869 recebeu permissão para fazer o Hajj ("peregrinação") à cidade sagrada de Meca. Viajou para lá por navio, via Odessa e Istambul. Morreu em Medina, em 1871, enquanto visitava a cidade, e foi enterrado no Jannatul Baqi, sítio onde diversas outras personalidades importantes da história islâmica estão enterradas. Dois de seus filhos (Cemaleddin e Muhammed Şefi) tornaram-se oficiais no exército russo, enquanto outros dois (Muhammed Gazi e Muhammed Kamil) serviram no exército otomano.
Shamil continua a ser reverenciado no Cáucaso por sua resistência contra os russos, e é tido como exemplo pelos que atualmente lideram a luta contra o controle russo da região.